# Пряпорец (вестник)
Вижте пояснителната страница за други значения на Пряпорец.
„Пряпорец“ (изписване до 1945 година: „Прѣпорецъ“) е български вестник, излизал в София, официален орган на Демократическата партия.
Вестник „Пряпорец“ се издава от 1898 до 1932 година. Започва да излиза, след като правителството на Константин Стоилов спира другия орган на Демократическата партия - вестник „Знаме“ (1894-1898). Сред активните му сътрудници са Григор Василев, Андрей Ляпчев, Георги Тодоров и други. Първоначално вестникът излиза два или три пъти седмично, а от 1910 година е ежедневник.
В 1908 година директор на вестника става Петко Пенчев, а главен редактор Васил Пасков. В редакционния му комитет влизат още Трайчо Доревски, Тома Карайовов и Данаил Крапчев.
На страниците на „Пряпорец“ се отделя място и на литературна и театрална критика, отразява се културният живот в България.